# Midtowntunnelen
Midtowntunnelen eller Queens-Midtown Tunnel er en 1,955 km lang samling af to tunneler under East River i New York City. Den forbinder Queens på Long Island med Manhattan. Tunnelen blev tegnet af norskfødte Ole Singstad og blev taget i brug i 1940. Der passerer dagligt omkring 79.000 køretøjer gennem Midtowntunnelen.
40°44′44″N 73°57′53″V / 40.745555555556°N 73.964722222222°V